# Die Nonne (1966)
Die Nonne (Originaltitel: Suzanne Simonin, la religieuse de Diderot; Alternativtitel: La religieuse) ist ein französischer Spielfilm aus dem Jahr 1966 von Jacques Rivette nach dem Roman Die Nonne von Denis Diderot. In der Hauptrolle agierte Anna Karina an der Seite von Liselotte Pulver und Micheline Presle. In der BRD erschien der Film am 29. September 1967, in der DDR am 12. September 1969.

## Handlung

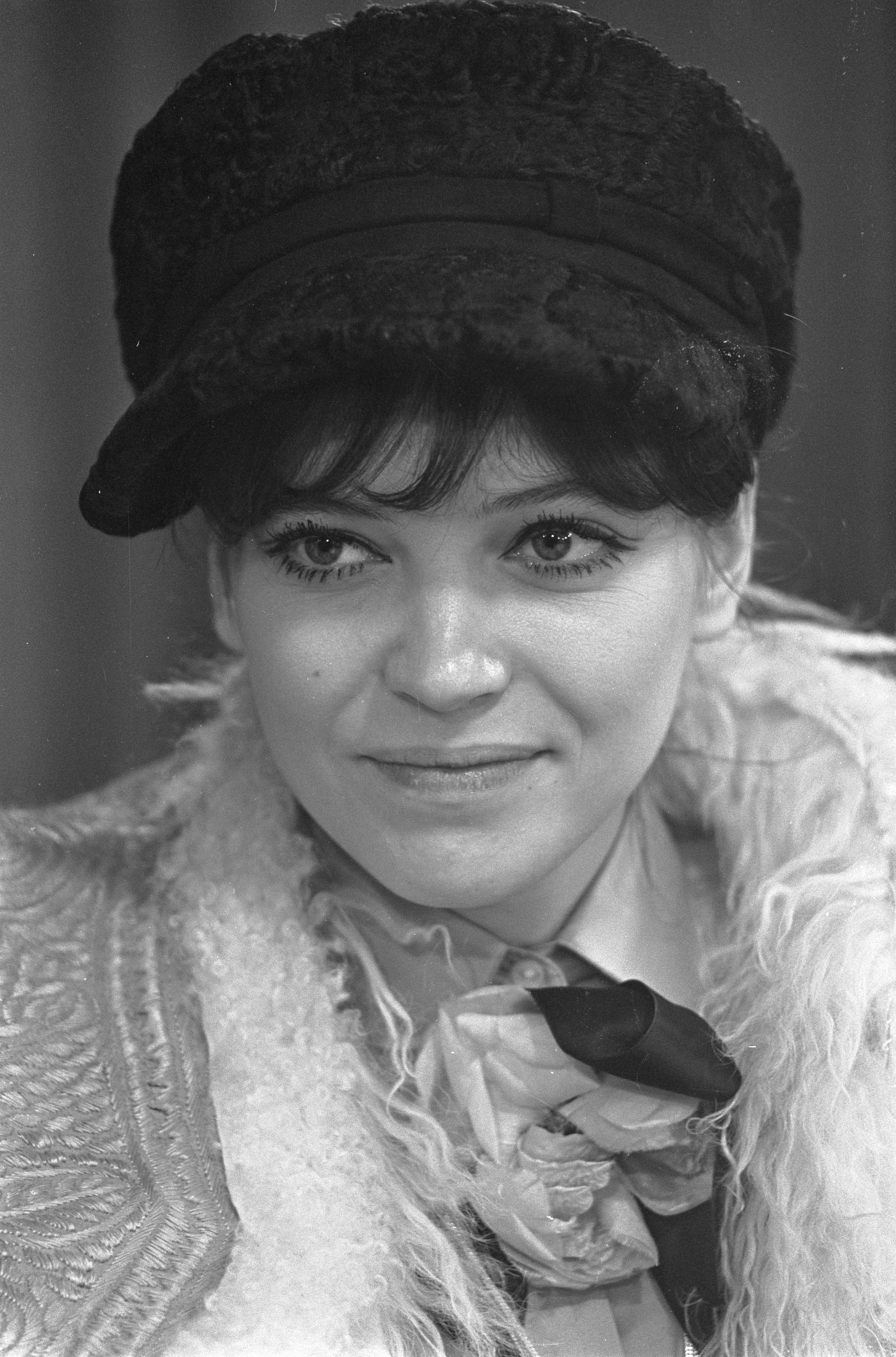
Hauptdarstellerin Anna Karina (1968)

Paris, 1757. Die Handlung des Films setzt ein, als die junge Suzanne Simonin, die schon das Kleid einer Braut Christi trägt, das Gelübde eines klösterlichen Lebens ablegen soll. Suzanne verweigert es jedoch und kehrt zunächst ins elterliche Haus zurück. Insbesondere ihre Mutter redet auf sie ein: Suzanne müsse ein Einsehen zeigen, wieder in ein Kloster zu gehen. Für sie als dritte Tochter sei keine Aussteuer mehr vorhanden, und es müsse schließlich auch Monsieur Simonin verborgen bleiben, dass er gar nicht Suzannes Vater ist. Ein Pater wird hinzugeholt, und ihm gelingt es, Suzanne zu bewegen, erneut die Aufnahme in einem Kloster zu beantragen. Und diesmal legt Suzanne in einer Zeremonie, (die der Film nicht zeigt und) an die sie später keine Erinnerung hat, das Gelübde ab.
Gegen die im Kloster herrschenden strengen Regeln, die einem Gefängnis ähneln, lehnt sich die junge Frau auf und findet in der milden Äbtissin Madame de Moni vorübergehend eine Freundin. Doch nach deren Ableben wird Suzanne von der Nachfolgerin Sainte-Christine terrorisiert. Als eine typische Nonne, wie Diderot sie im Roman beschreibt, ist diese „von kleinem Charakter und mit engstirnigem Kopf, der vom Aberglauben regiert wurde“. Sie lässt an Suzanne ihre sadistischen Triebe aus. Dieser gelingt es, in ein anderes Kloster versetzt zu werden, wo die Äbtissin Madame de Chelles eine eher weltliche Führung innehat. Die Äbtissin nimmt sich Suzannes an und bevorzugt sie gegenüber den anderen Nonnen. Mit der Zeit werden die Gefühle der Äbtissin stärker, doch Suzanne erwidert diese nicht und wehrt die folgenden Annäherungsversuche ab. Die Äbtissin verfällt immer mehr dem Wahnsinn. Der in Suzanne verliebte Beichtvater Morel verhilft ihr zur Flucht in die Freiheit.
Die letzten Lebensstationen Suzannes schildert der Film in kurzen, schnell aufeinander folgenden Szenen: Suzanne flüchtet vor Morel, nachdem sie einen gewalttätigen Annäherungsversuch abgewehrt hat. Am nächsten Tag wird sie von Bauern neben einem Feld gefunden. Sie arbeitet für die Bauern, flieht aber, als sie zwei Beamte der Maréchaussée sieht, von denen sie annimmt, dass sie nach ihr suchen. Auch eine Anstellung als Wäscherin hält sie nicht lange. Hier erfährt sie, dass Morel im Gefängnis gelandet ist. Suzanne wird schließlich Bettlerin; eine Dame nimmt sie von der Straße in ihr Haus mit. Als Suzanne bei einem Abendessen mit mehreren maskierten Damen und Herren bemerkt, dass es sich um ein Bordell handelt und von ihr die Tätigkeit als Prostituierte erwartet wird, stürzt sie sich mit den Worten „Gott, vergib mir!“ aus dem Fenster in den Tod.

## Hintergrund

### Theaterinszenierung
Ungefähr drei Jahre vor den Dreharbeiten hatte Rivette den Stoff bereits für eine Theaterinszenierung genutzt. Die Aufführungen fanden im Februar und März 1963 im „Studio des Champs-Élysées“ (einem der Säle des „Théâtre des Champs-Élysées“) statt; die Adaption von Diderots Roman hatte auch damals schon Jean Gruault besorgt, und die Hauptrolle spielte auch in dieser Theaterfassung Anna Karina.

### Verbot des Films
Bereits zum Zeitpunkt der Dreharbeiten gab es heftige Einwände aus Kreisen der katholischen Kirche gegen den aus ihrer Sicht „blasphemischen“ Film, und nach Fertigstellung erhielt er zunächst nicht das in Frankreich nötige „visa d’exploitation“, erhielt also keine Aufführungserlaubnis. Der damalige französische Informationsminister, Alain Peyrefitte, begründete das Verbot so: Die Nonne verletze in schwerster Weise die Gefühle und das Gewissen eines sehr großen Teils der Bevölkerung. Dagegen wiederum wurde von Seiten vieler Intellektueller und Filmschaffender, u. a. von Françoise Giroud und von Jean-Luc Godard, Protest erhoben und so wurde immerhin erreicht, dass der Film in einer Vorführung beim Filmfestival von Cannes im Mai 1966 gezeigt werden konnte. Erst im Juli 1967 durfte der Film dann seinen offiziellen Kinostart, mit einer Freigabe ab 18 Jahren, erfahren.

### Synchronisation
Es existieren zwei deutsche Synchronfassungen, eine für die BRD und eine für die DDR. Die West-Fassung entstand bei der Berliner Synchron. Klaus von Wahl schrieb das Dialogbuch und führte Regie. Die Ost-Fassung entstand im DEFA Studio für Synchronisation, Berlin. Heinz Nitzsche schrieb das Dialogbuch und Lisa Honigmann führte Regie.
| Rolle                  | Darsteller       | Synchronsprecher (BRD 1967) | Synchronsprecher (DDR 1969) |
| ---------------------- | ---------------- | --------------------------- | --------------------------- |
| Suzanne                | Anna Karina      | Renate Küster               | Karin Reif                  |
| Mme de Chelles         | Liselotte Pulver | Liselotte Pulver            | Barbara Dittus              |
| Mme de Moni            | Micheline Presle | Christine Gerlach           | Marga Legal                 |
| Soeur Sainte-Christine | Francine Bergé   | ?                           | Barbara Adolph              |
| Dom Morel              | Francisco Rabal  | ?                           | Karl Sturm                  |

## Kritiken
„Verfilmung einer Novelle von Diderot. Der abgeschlossene Raum des Klosters erscheint als gefängnisartiger Experimentierkäfig, in dem psychische Regungen mit peinlicher Genauigkeit sichtbar werden. Rivette verdoppelt mit stets präsenter Kamera den Blick der Kontrollinstanzen und erreicht hohe atmosphärische Spannung. Dabei geht es dem Film weniger um eine Denunziation des Klosterlebens als um neue Formen dramaturgischer Entfaltung und Verdichtung.“

„Künstlerisch gelungener Film nach einem zeitkritischen Roman des französischen Aufklärers Diderot. Das Problem der Freiheit persönlicher Entscheidung ist in dieser Verknüpfung nicht mehr aktuell. Die sich stattdessen nach vorn drängende Frage, ob Klosterleben überhaupt sinnvoll sei, läßt sich anhand des historischen Stoffes ebenfalls nicht diskutieren. Für evangelische Erwachsene ist unter solchen Erkenntnissen der Film weder Ärgernis noch Gewinn.“

## Neuverfilmung
- 2013: Die Nonne